# Wilsonville (Oregon)
Pour les articles homonymes, voir Wilsonville.
Wilsonville est une ville du Comté de Clackamas situé dans le nord-ouest de l'État de l'Oregon aux États-Unis. Une partie de la ville se situe sur le Comté de Washington (Oregon).

## Jumelage
- Kitakata, Fukushima  Japon

## Économie

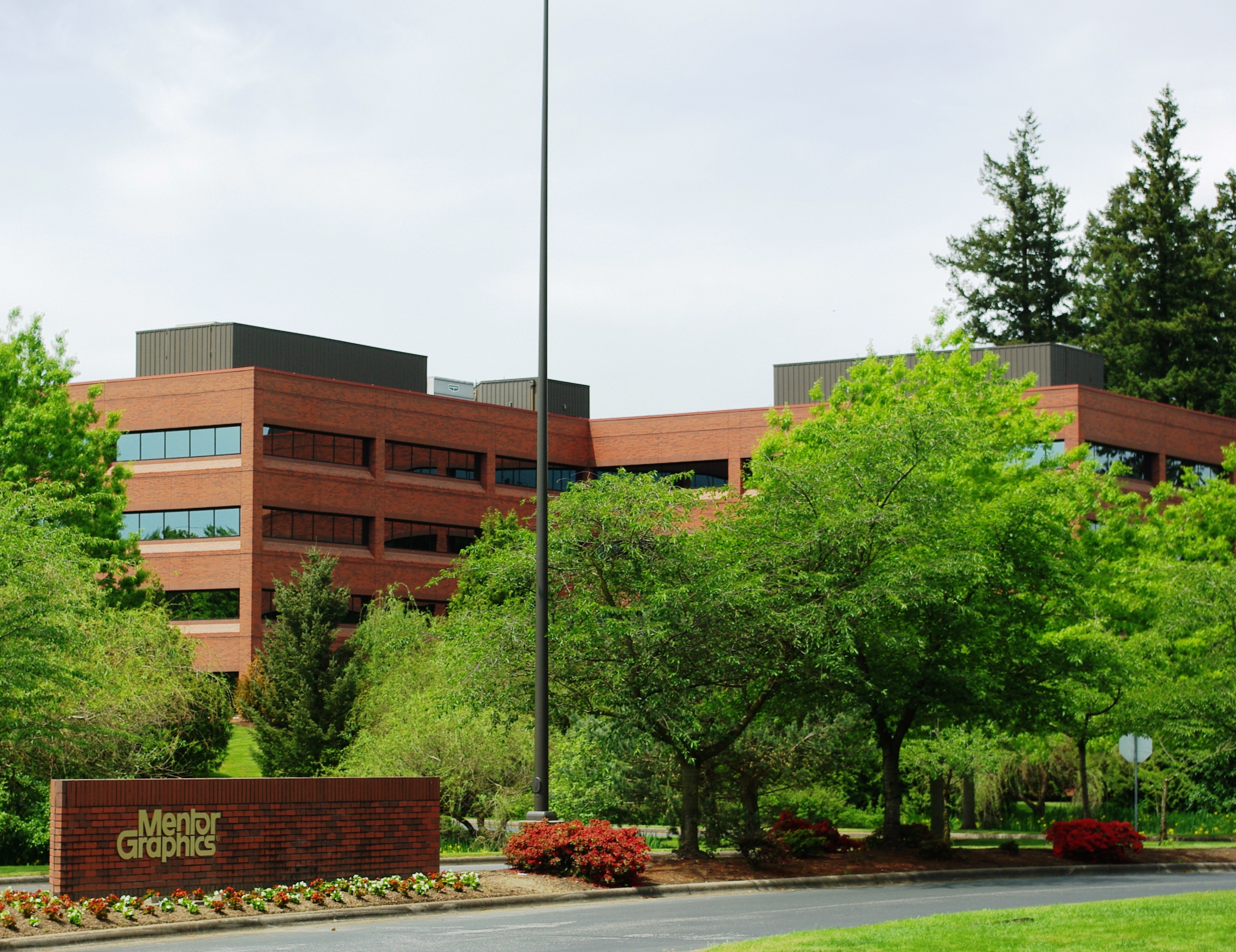
Entrée du siège de Mentor Graphics.

Wilsonville est le siège de plusieurs entreprises :
- FLIR Systems (en), fabricant de capteurs thermiques[1]
- G.I. Joe's (en), fabricant d'articles de sport, pièces automobiles et vêtements (renommée Joe's en 2007 et disparue en 2009)
- Mentor Graphics, entreprise de Conception assistée par ordinateur pour l'électronique
- Movie Gallery (en), entreprise de location de vidéos filiale d'Hollywood Video (en) (avant sa faillite en 2010)

## Divers
- La Gordon House (en) de l'architecte Frank Lloyd Wright, achevée en 1963, se trouvait à Wilsonville avant son déplacement à Silverton (Oregon) en 2001.